# Onthophagus lindu
Onthophagus lindu är en skalbaggsart som beskrevs av Huijbregts och Jan Krikken 2009. Onthophagus lindu ingår i släktet Onthophagus och familjen bladhorningar. Inga underarter finns listade i Catalogue of Life.